# Lepidargyrus ancorifer
Lepidargyrus ancorifer är en insektsart som först beskrevs av Franz Xaver Fieber 1858.  Lepidargyrus ancorifer ingår i släktet Lepidargyrus och familjen ängsskinnbaggar. Inga underarter finns listade i Catalogue of Life.